# Три маленьких лесовика
«Три маленьких лесовика» (нем. Die drei Männlein im Walde) — сказка братьев Гримм, о доброй падчерице, которая благодаря милости волшебных лесных человечков, и, вопреки злобе мачехи, стала королевой. В сборнике сказок братьев Гримм имеет номер 13, по системе классификации сказочных сюжетов Аарне-Томпсона, сказка имеет номер 403 «Подменённая невеста».

## Сюжет
Вдова убеждает вдовца жениться на себе, обещая заботиться о его дочери больше, чем о родной. Но вдовец сначала хочет узнать высшую волю о своём повторном браке, и получает положительное знамение. Однако мачеха вскоре возненавидела свою падчерицу, надела на ту бумажную одежду, и зимой, в лютый мороз, отправила в лес за земляникой. В лесу девочка повстречала домик с тремя маленькими лесными человечками. Благовоспитанно поделившись с ними куском своего хлеба, она, по указанию человечков, метёт снег за домиком, где находит множество спелой земляники. Набрав полную корзиночку и пожав руки человечкам, девочка радостно возвращается домой. За славный характер волшебная троица дарует ей красоту, умножающуюся изо дня в день; золотые монеты, падающие изо рта, и счастливую судьбу — сочетаться браком с королём. Когда девочка возвращается домой, то, увидев падающие золотые монеты, её завистливая сводная сестра тоже хочет поискать зимой земляники. Но, за свой негодный характер, не получает от человечков ничего хорошего, напротив: умножающуюся безобразность, жаб, падающих изо рта, и злую судьбу — позорную смерть в будущем.
Однажды, когда добрая девушка по приказу мачехи полоскала в ледяной проруби пряжу, мимо проезжал король, который забрал девушку и затем сочетался с ней браком. Через год у королевы родился сын. Узнав об этом, завистливые мачеха и сестра наносят визит в королевский замок и, оставшись наедине со спящей королевой, выбрасывают её в реку через окно. На место королевы в постель ложится её сводная сестра, притворяясь занемогшей. Той ночью поварёнок видит, как уточка приплывает в замок по водосточной канаве, зовёт короля, но не получив ответа, оборачивается их королевой и кормит своего младенца. На третью ночь уточка просит поварёнка позвать короля, по её просьбе король трижды проводит своим мечом над видением, стоящим на пороге, и жена встаёт перед ним прежней, в телесном облике. Обрадованный король до поры укрывает её в тайной комнате.
Когда настаёт день крестин младенца, и совершается обряд, король задаёт вопрос, какую кару избрать тому, кто топит спящего человека. В ответ мачеха говорит: «Такого злодея лучше всего было бы посадить в бочку, усаженную внутри гвоздями, и ту бочку скатить с горы в воду». По приказанию короля, таким образом и был совершён суд над злой старухой и её дочкой.